# 里多尔菲阴谋
里多尔菲阴谋（英語：Ridolfi plot）是英格兰1572年发生的天主教信徒试图推翻女王伊丽莎白一世统治的密谋活动。1569年，英格兰北部爆发天主教徒反对伊丽莎白一世统治的北方起义。1570年，教宗颁布《在至高处统治》，开除伊丽莎白一世教籍，号召其臣民起义推翻其统治，受到英格兰国内天主教徒响应。事件由意大利商人罗伯托·迪·里多尔福策划，得到了第四代诺福克公爵托马斯·霍华德支持。里多尔菲阴谋最终失败，托马斯·霍华德被处决。